# أر4أم
أر4أم ( (بالألمانية: Rakete, 4Kilogramm, Minenkopf)‏ صاروخ ملقب بالإعصار (بالألمانية: Orkan)‏ بسبب عامود الدخان المميزة خلفه عندما يتم إطاقه، صاروخ إعتراض جوي مضادة للطائرات. تم تطويره للوفتفافه الألمانية خلال الحرب العالمية الثانية.

## تطوير
تم تطوير أر4أم من أجل التعامل مع الوزن المتزايد للأسلحة المضادة للقاذفات التي يتم نشرها من قبل مقاتلات لوفتفافه. كان سلاح لوفتفافه الأساسي لصد القاذفات في معظم فترات الحرب هو مدفع آلي أم جي 151/20 من عيار 20 مم، الذي كان كافيا لتركيبه على طائرات فوك وولف فو 190، وكذلك تركيبها على محور من مقاتلات مسرشميت بي اف 109، تطلق النار من خلال المروحة الدوار مثل Motorkanone.